# Grijskapklauwiervireo
De grijskapklauwiervireo (Vireolanius leucotis) is een zangvogel uit de familie Vireonidae (vireo's).

## Verspreiding en leefgebied
Deze soort telt 4 ondersoorten:
- V. l. mikettae: westelijk Colombia en westelijk Ecuador.
- V. l. leucotis: het noordelijk en westelijk Amazonebekken.
- V. l. simplex: zuidelijk Peru en het westelijke deel van Centraal-Brazilië (bezuiden de Amazone).
- V. l. bolivianus: zuidoostelijk Peru en noordelijk Bolivia.